# 유가

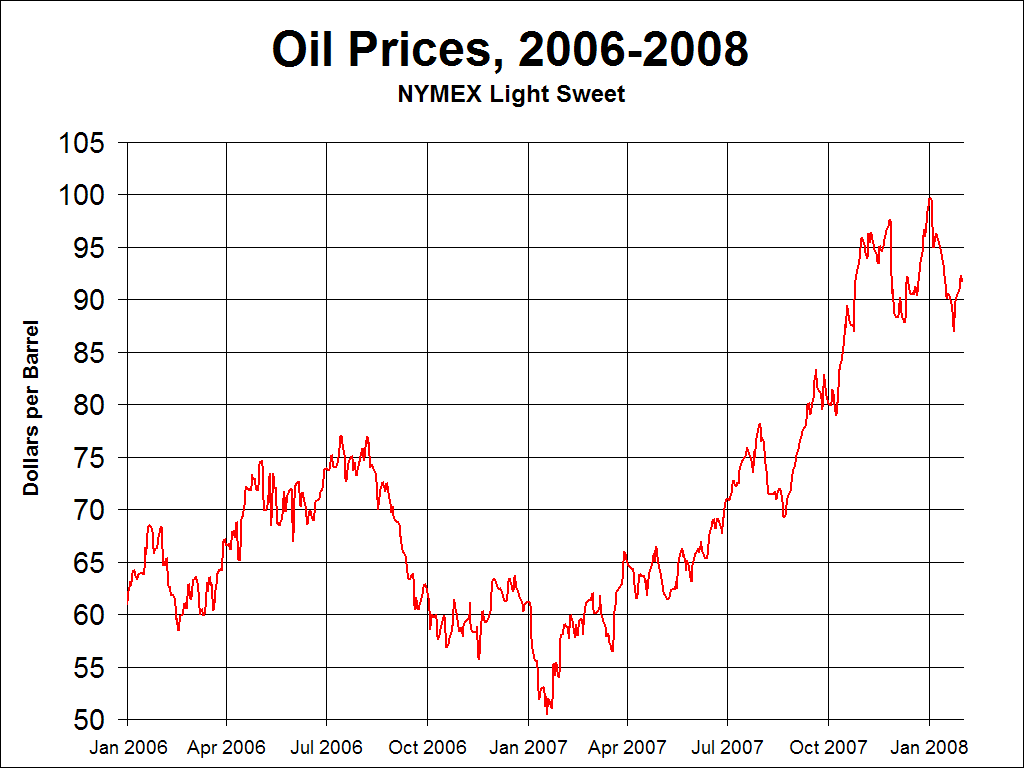
단기 기름값, 2005-2007 (인플레이션 고려하지 않음).

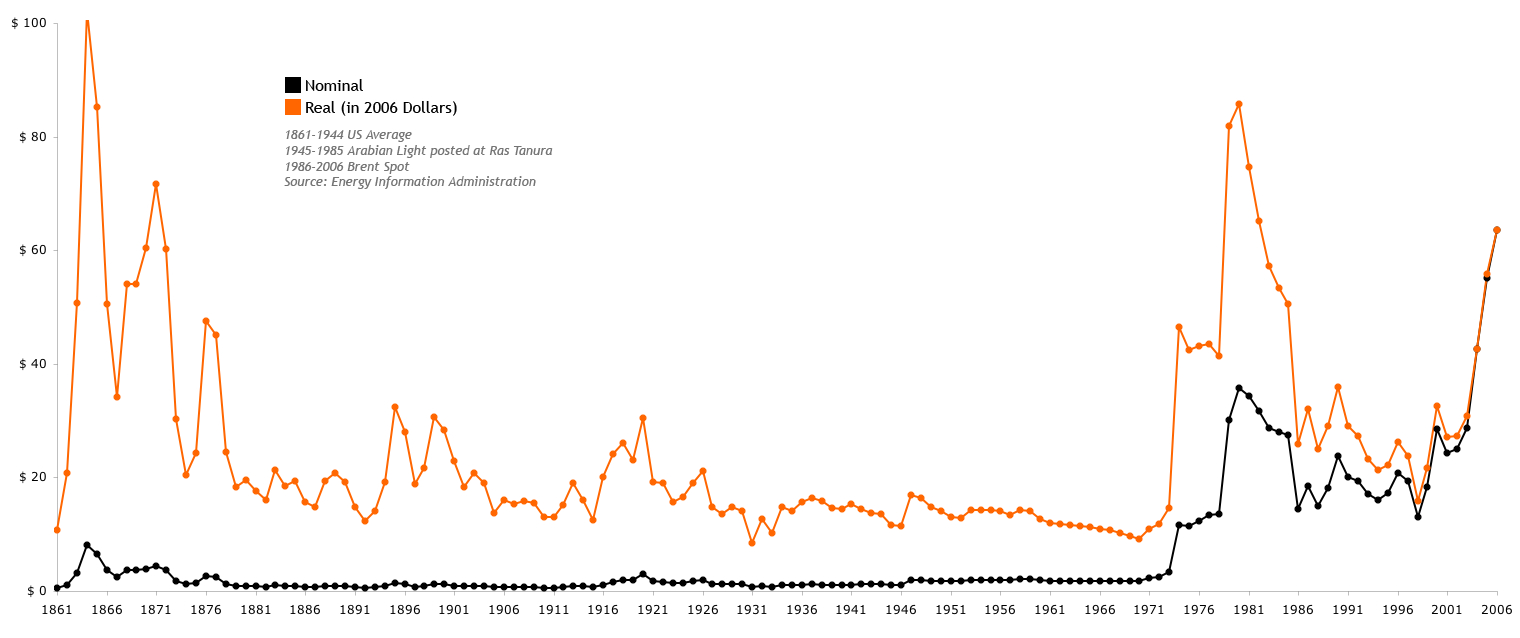
장기 기름값, 1861-2006 (주황색 선은 인플레이션을 고려하여 보정한 것.

유가(油價)는 석유가 매매되는 가격을 말한다. 유가의 기준은 뉴욕상업거래소(NYMEX)에서 미국 오클라호마주 쿠싱(Cushing)으로 팔려가는 WTI의 순간 가격으로 정하거나, 인터컨티넨탈 익스체인지(ICE, 여기에 국제 석유 거래소가 병합되었다)에서 영국 술롬보(Sullom Voe)로 팔려가는 브렌트유의 값으로 정한다.
석유의 배럴(약 159리터) 당 가격은 석유의 품질(비중과 API, 황의 함량 등)과 산지에 크게 의존한다. 사실은 이러한 거래소에서 대부분의 석유가 거래되는 것이 아니라 오버 더 카운터 방식, 즉 어떤 기름값은 기준으로 환산하는 방법으로 거래된다. 가령 풀마유는 브렌트유 값에 배럴당 25센트를 붙여서 환산하거나, 회사 내규에 따른 자체 방식을 쓰기도 한다. IPE에 의하면 거래되는 기름의 65%는 브렌트유의 값을 기준으로 한다고 한다. 다른 벤치마크는 두바이, 타피스와 OPEC 양동이이다. 에너지 정보 관리청(EIA)은 수입된 정제 획득 값 체계를 쓰며, 이는 미국으로 수입되는 세계 유가를 가중 평균을 내어 구한다.
석유의 수요는 세계의 거시 경제 상태에 많이 의존하기 때문에, 그것도 기름값의 결정에 중요하다. 경제학자들은 비싼 기름값이 세계 경제 발전에 악영향을 미친다고 한다. 다시 말해, 기름값과 세계 발전은 고유가 시대에 불안정적이며, 후기 파동기의 현상으로 본다.
석유 수출국 기구(OPEC)은 회원국으로 알제리, 앙골라, 에콰도르, 인도네시아, 이란, 이라크, 쿠웨이트, 리비아, 나이지리아, 카타르, 사우디 아라비아, 아랍 에미리트, 베네수엘라를 두고 있으며, 회원국들 전체를 위해 기름값 안정을 위해 결성되었으며, 카르텔을 이루고 있는 것을 보고 있다.
거래 이래 배럴 당 플러스로 거래되던 국제 유가가 2020년 4월 21일 마이너스로 전환되었다. 코로나바이러스감염증의 대유행으로 인한 원유 수요가 급감했기 때문이다. 이날 한때 서부 텍사스산 원유 5월 선물 가격이 배럴 당 -37.93달러를 기록했다.

## 석유공시가격
석유공시가격은 원래는 석유회사에서 매매 기준 가격으로 공표하는 원유 및 석유제품의 FOB(본선인도) 가격을 의미하였으나, 산유국 정부와 석유회사의 절충으로 결정되는 과세표준적인 가격으로 바뀌었다. OPEC(석유수출기구)의 석유가격 인상이란 바로 이 공시가격의 인상을 말한다. 1973년 10월 유가 인상 이후 공시가격 결정권이 OPEC로 넘어갔다.

## 같이 보기
- 에너지 효율